# Skýros
Pour les articles homonymes, voir Skyros (homonymie).
 (juin 2012).
Si vous disposez d'ouvrages ou d'articles de référence ou si vous connaissez des sites web de qualité traitant du thème abordé ici, merci de compléter l'article en donnant les références utiles à sa vérifiabilité et en les liant à la section « Notes et références ».
Skýros ou Scyros  (en grec moderne : Σκύρος / Skýros) est une île grecque de la mer Égée, appartenant à l'archipel des Sporades. Elle est rattachée au nome d'Eubée et compte 2 711 habitants pour 209 km2.

## Géographie
Skyros est l'île la plus méridionale et la plus étendue de l'archipel des Sporades. Elle est située à l'est de l'île d'Eubée dont elle est distante de 35 km.

### Géologie et relief
Elle est en grande partie montagneuse, surtout au sud-ouest où se trouvent les monts Kochylas (792 m), Koumari, Piriones et Phanoftis.
À l'ouest se trouvent les golfes de Kalogria, Pefko, Agios Nikolaos et Tristomo. C'est aussi sur la côte ouest que se trouve le port de Linaria.

### Climat
Le climat méditerranéen de l'île est caractérisé par des étés frais et des hivers doux avec peu de pluie et une température annuelle moyenne de 17 °C.

### Urbanisme
La capitale de l'île est la ville de Skyros, appelée aussi Chora, située au-dessus de la côte ouest. Elle est reliée au port de Linaria par une route de 11 km.
Autres localités : Magazia, Linaria et Loutro.

## Toponymie

### Attestations
Dans la mythologie grecque, Skyros est le royaume de Lycomède et l'endroit où, selon une légende post-homérique, Thétis cache son fils Achille, pour empêcher qu'il ne parte avec les guerriers grecs pour Troie. Habillé en jeune fille et répondant au nom de Pyrrha (« la rousse » en grec), il est dissimulé parmi les suivantes des filles de Lycomède. Ce déguisement ne l'empêche pas d’avoir un fils, Néoptolème, de la princesse Déidamie. Ulysse débusque finalement Achille avec un stratagème : Ulysse vient sur l'île déguisé en marchand ambulant ; toutes les jeunes filles se précipitent sur les tissus, les parfums, les bijoux ; une seule « fille » s'intéresse aux armes, c'est bien sûr Achille. Il doit suivre Ulysse à Troie[réf. nécessaire].
Selon une autre tradition, Achille au contraire ravage l'île de Skyros pour punir Lycomède qui avait assassiné par traîtrise Thésée qui avait fui Athènes gouvernée par l’usurpateur Ménesthée et s'était refugié à Skyros[réf. nécessaire].
Mentions de Skyros chez Homère :
- Homère (Iliade, IX, 666-668) : Patrocle coucha avec la belle Iphis que lui avait jadis offerte Achille quand il eut pris Skyros, la haute cité d'Enyéus.
- Homère (Iliade, XIX, 326-333) : après la mort de Patrocle, Achille mentionne (pour la première fois) son fils Néoptolème, beau comme un dieu, qui grandit à Skyros. Il ne sait pas si ce dernier est encore en vie. Achille avait espéré que Patrocle, après la guerre, serait allé chercher Néoptolème à Skyros pour l'emmener en Phthie afin de lui montrer en détail les possessions d'Achille (domaine, gens, demeure).
- Homère (Odyssée, XI, 509) Ulysse dit à l'ombre d'Achille, qui lui demande des nouvelles de son fils, qu'il est allé le chercher lui-même à Skyros pour le mener combattre à Troie.

## Histoire

### Antiquité
On y trouve plusieurs sites archéologiques : Kastro, l’ancienne acropole située au-dessus de Chora, dont il ne subsiste presque rien, et Palamari dans le nord de l'île, découvert au début des années 1980.
Au cours de sa campagne contre les pirates de la mer Égée, Cimon conquiert Skyros en 475 av. J.-C. et en rapporte à Athènes les reliques de Thésée, conservées ensuite dans le Theseion. À partir de cette date, Skyros se trouve sous hégémonie athénienne.
En 340 av. J.-C., les Macédoniens prennent l’île à Athènes. Elle reste sous leur domination jusqu’en 192 av. J.-C., date à laquelle Rome force Philippe V de Macédoine à la restituer à Athènes. Skyros suit ensuite le destin politique d’Athènes : cité grecque autonome sous protectorat romain, puis simple ville de l’Empire, progressivement christianisée à partir du IVe siècle et intégrée dans la civilisation byzantine, parfois attaquée dans les siècles suivants par les raids maritimes arabes (670, 674-678, 718). Une partie des habitants est emmenée en esclavage lors de ces raids ou bien se réfugie en Eubée ; d’autres survivent cachés dans les clairières de la forêt, puis l’île se repeuple lors des périodes de paix.

### Moyen Âge
Plusieurs églises sont représentatives de l'art byzantin, comme Saint-Georges de Skyros construite par l'empereur (basileus) Nicéphore Phocas sur un rocher surplombant la mer au Xe siècle, ou encore la Panayia (Notre-Dame) de Kitso.
Skyros est relativement prospère en 1203 lorsque les Vénitiens s'en emparent à l'occasion de la quatrième croisade. L'empire byzantin reconstitué récupère l’île en 1340. Les Vénitiens profiteront de la chute de Constantinople en 1453 pour la reprendre.

### Empire ottoman
1479 : Skyros devient possession de l'Empire ottoman. Elle reste ottomane durant trois siècles et demi.

### Indépendance
L'île participe à la guerre d'indépendance grecque. Elle fait partie du premier groupe d'îles Égéennes à être intégrées au royaume de Grèce internationalement reconnu en 1830.
En 1941, durant l'Occupation, Skyros est incluse dans la zone d'occupation de l'Italie puis, après la défection italienne, elle voit débarquer la Kriegsmarine et la Wehrmacht en octobre 1943. Celles-ci s'en retirent fin 1944 et la Royal Navy les remplace, remettant l'île à la Grèce.

## Administration et services
- Un tribunal (juge de paix).
- Un poste de gendarmerie.
- Un bureau de poste.

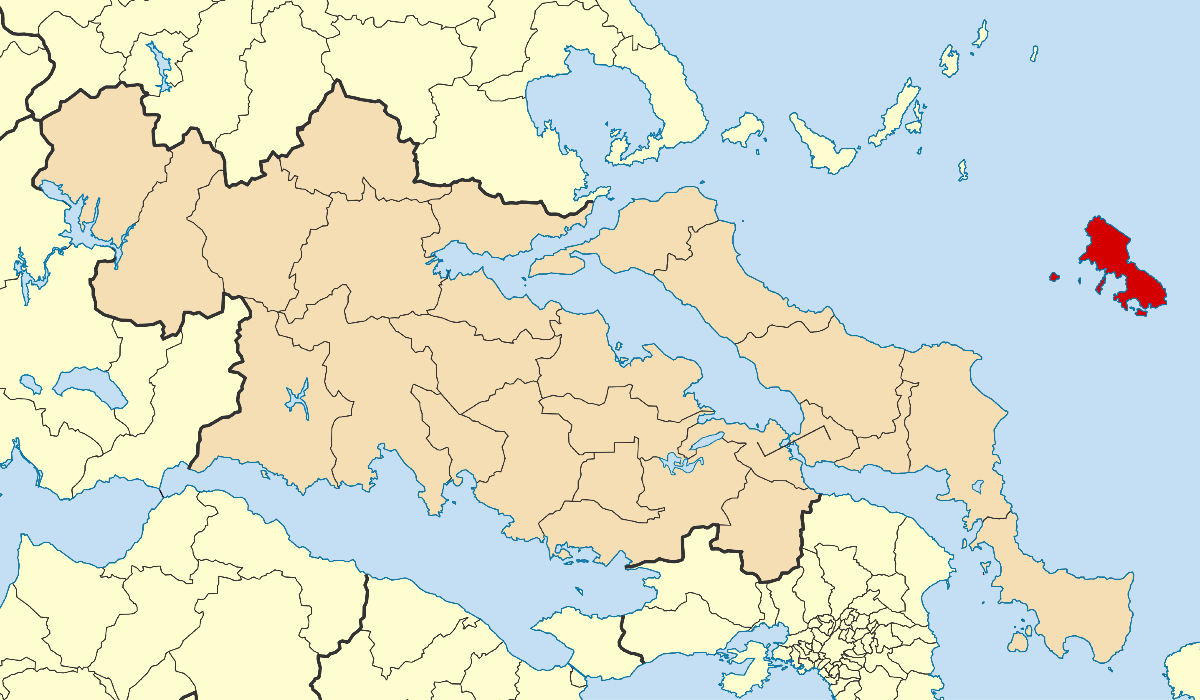
Dème de Skyros à la suite de la réforme Kallikratis (2010)

- Un collège, un lycée et plusieurs écoles.

### Jumelages
- Gembloux (Belgique) depuis 1995

## Population et société
| Ans  | Population communale | Population de l'île |
| ---- | -------------------- | ------------------- |
| 1981 | 2757                 | -                   |
| 1991 | 1806                 | 2901                |
| 2003 | -                    | 3000                |

## Économie
L'économie de l'île est basée sur l'agriculture, l'élevage, la pêche, l'artisanat et la collecte de résine. Skyros est réputée pour ses petits chevaux (poneys) et ses marbres. L’artisanat le plus connu de l'île est la broderie, utilisée pour l'ornementation du linge de maison et des costumes traditionnels. L'île est également réputée pour son art de l'ébénisterie. Les meubles typiques de Skyros se retrouvent dans de nombreuses maisons d'Athènes et d'autres villes. Skyros offre également une intéressante production de céramique. Des ateliers d'artisanat situés dans la capitale et à Yalo fabriquent des objets en bois, en céramique, des paniers tressés et des tissages. L'île produit aussi du miel, des fruits secs, du fromage (myzithra et céphalotyri).
Dans la seconde moitié du XXe siècle, Skyros assiste au développement du tourisme tandis que les activités agricoles et halieutiques régressent. À la fin du XXe siècle, quelques fermes aquacoles se mettent en place.

## Tourisme
Skyros est dotée de beaux paysages comme ceux de Gialo, Achilli ou Vrachia, et de belles plages : Nyfi, Tris Voukes, Phanari, Diapori.

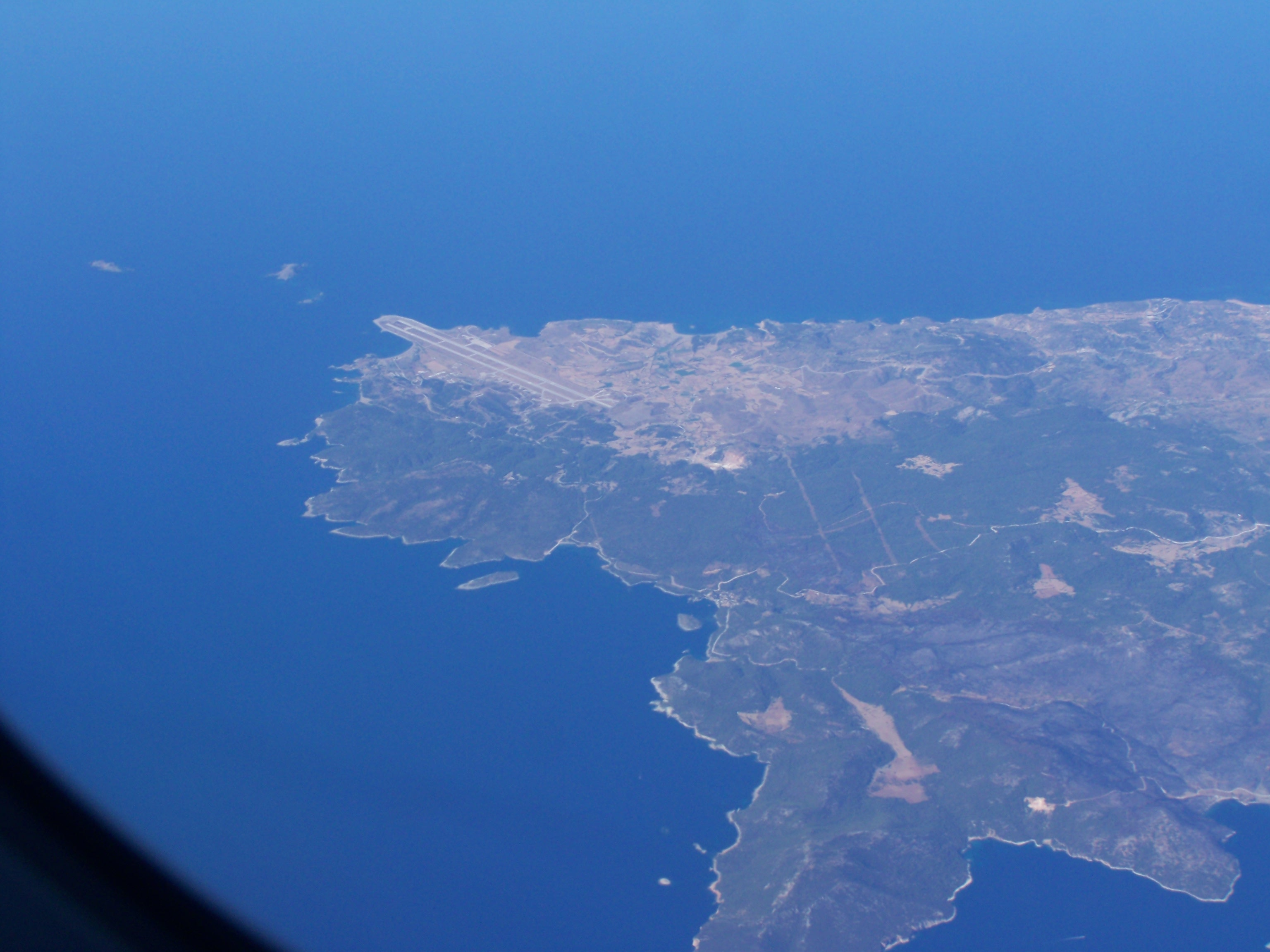
Photo aérienne de l'aéroport de Skyros.
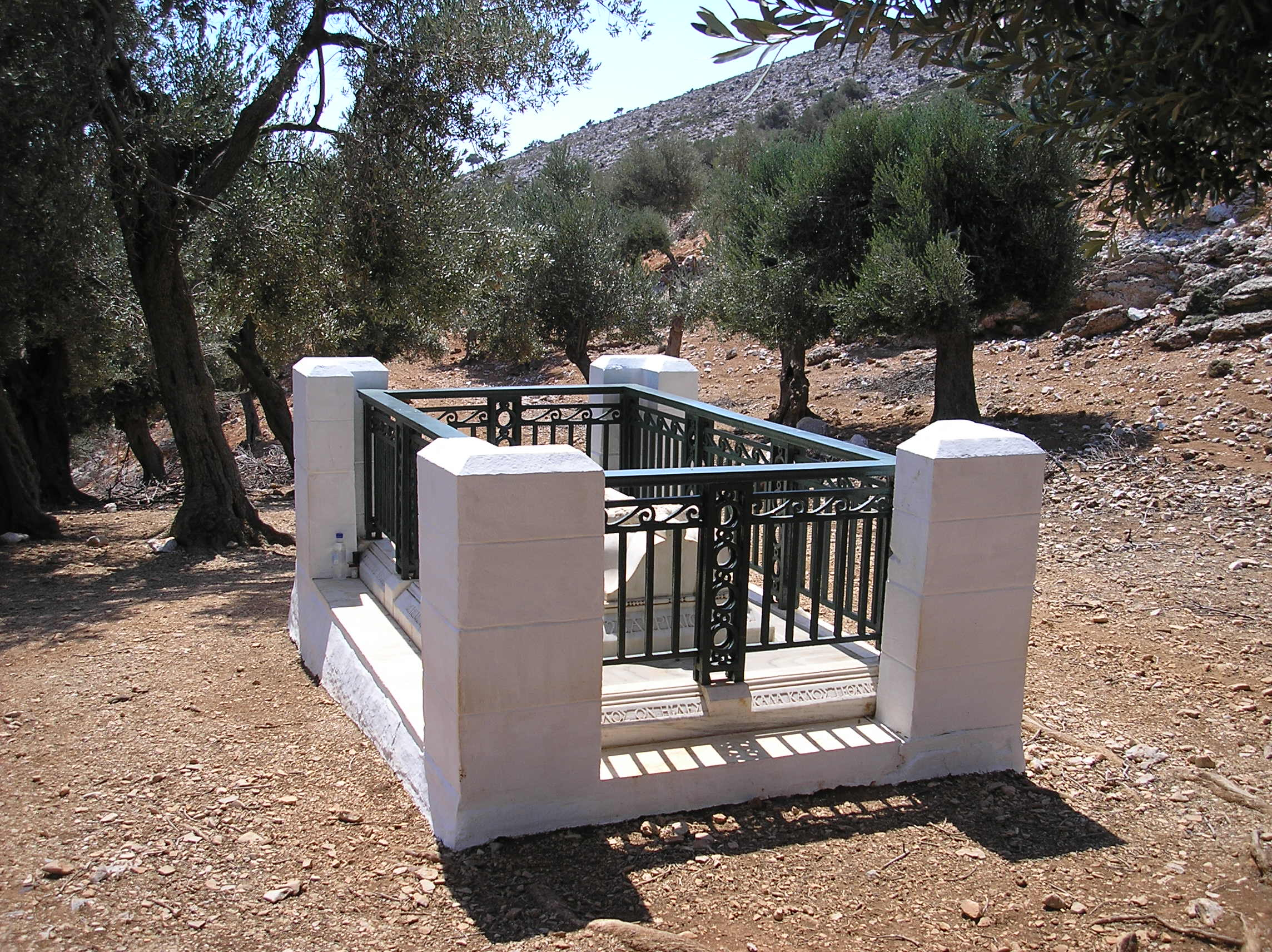
Tombe du poète Rupert Brooke.
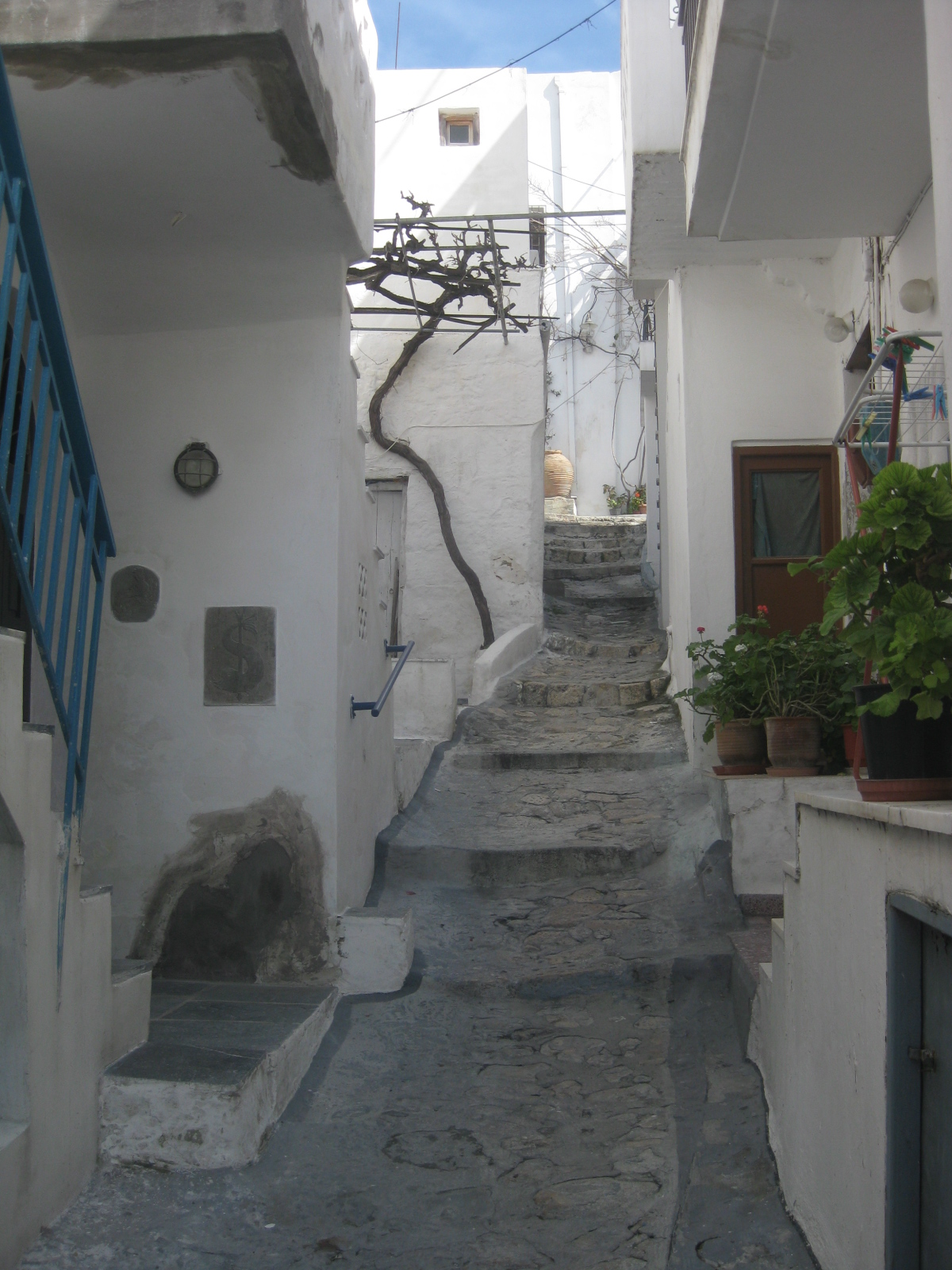
Une rue en pente de Skyros.
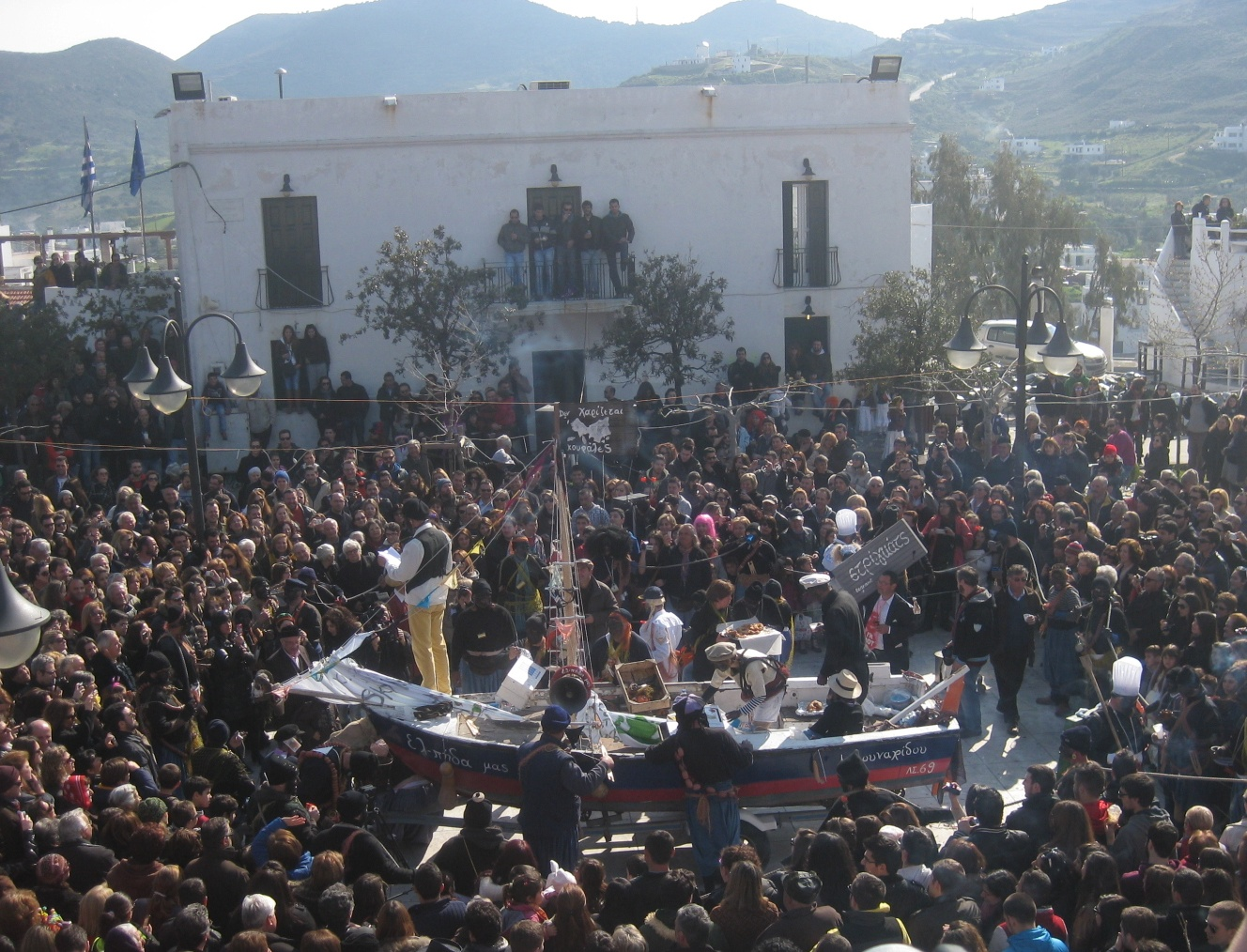
Le carnaval de Skyros.

## Personnalités liées à l'île
- Rupert Brooke, poète anglais, est mort à Skyros en 1915, à l'âge de 28 ans. Il s'y trouvait avec le corps expéditionnaire anglais pendant la Première Guerre mondiale et y est mort subitement, d'une septicémie contractée à la suite d'une piqûre de moustique. Sa tombe se trouve dans un endroit isolé de la partie sud de l'île.
- John Papadimitriou (1904-1963), archéologue, né à Skyros.